# Vrbanovec
Vrbanovec is een plaats in de gemeente Martijanec in de Kroatische provincie Varaždin. De plaats telt 725 inwoners (2001).